# Els cowboys
 Els cowboys  (títol original: The Cowboys) és una pel·lícula estatunidenca dirigida per Mark Rydell el 1972, per la Warner Bros. Pictures. Ha estat doblada al català.

## Argument
Will Andersen, criador de bestiar, és deixat pels seus homes, que marxen a buscar or. Per escortar un ramat, es veu obligat a contractar adolescents inexperts. En ruta, són atacats per la banda de "Long Hair". Andersen és assassinat i els joves cowboys, lliurats a ells mateixos, decideixen recuperar el ramat robat, venjar el seu patró i seguir l'escolta.

## Repartiment
- John Wayne: Will Andersen
- Roscoe Lee Browne: Jebediah Nightlinger
- Bruce Dern: Asa "Long Hair" Watts
- Colleen Dewhurst: Kate
- Slim Pickens: Anse Petersen
- Lonny Chapman: El pare d'Homer
- Charles Tyner: Stonemason
- Sarah Cunningham: Annie Andersen
- Allyn Ann McLerie: Ellen Price
- Maggie Costain: Phœbe
- Matt Clark: Smiley
- Jerry Gattlin: Howdy
- Walter Scott: Okay
- Richard Farnsworth: Henry Williams
- Wallace Brooks: Red Tucker
- Charise Cullin: Elizabeth
- Collette Poeppel: Rosemary
- Norman Howell Sr.: El pare de Jim
- Rita Hudis: La mare de Charlie
- Margaret Kelly: La mare de Bob
- Larry Randles: Ben
- Larry Finley: Jake
- Jim Burk: Pete

I els cowboys :
- Alfred Barker Jr.: Fats
- Nicolas Beauvy: Dan
- Steve Benedict: Steve
- Robert Carradine: Slim Honeycutt
- Norman Howell: Weedy
- Stephen R. Hudis: Charlie Schwartz
- Sean Kelly: Stuttering Bob
- A. Martinez: Cimarron
- Clay O'Brien: Hardy Fimps
- Sam O'Brien: Jimmy Philips
- Mike Pyeatt: Homer Weems

## Comentari
Sent una de les seves primeres direccions, Mark Rydell (La rosa, On Golden Pond...) dirigeix John Wayne que té llavors una llarga carrera darrere d'ell, la del "llegendari heroi indestructible que no mor mai". Ara bé, precisament, Els cowboys trenquen aquesta llegenda: en efecte, una vintena de minuts abans de la fi de la pel·lícula, el "Duke" és mort! A més, és dirigit per un jove realitzador i accepta rodar amb actors principiants.
A més a més, la pel·lícula permet al futur compositor habitual de Steven Spielberg i autor de la música de la saga Star Wars, John Williams, de signar una de les seves primeres partitures d'envergadura per al cinema (després, sobretot, de Reivers - 1969 - del mateix Mark Rydell).